# Comté de Boone (Kentucky)
Pour les articles homonymes, voir Comté de Boone.
Le comté de Boone est un comté du nord de l'État du Kentucky aux États-Unis, frontalier des États de l'Ohio et de l'Indiana. Il fait partie de la zone métropolitaine de Cincinnati et abrite l'aéroport international de Cincinnati-Northern Kentucky.
Il a été fondé en 1798 et porte le nom de l'explorateur et Frontier man américain Daniel Boone. Son siège est Burlington et sa plus grande ville est Florence. Selon le recensement de 2020 sa population était de 135 968 habitants.
Après le recensement de 1880, le comté était le centre démographique des États-Unis.